# Willy Fossli
Willy Fossli (Asker, 8 luglio 1931 – 29 gennaio 2017) è stato un calciatore norvegese, di ruolo attaccante.

## Carriera

### Club
Fossli giocò nell'Asker dal 1948 al 1965. Fu capocannoniere del campionato 1955-1956.

### Nazionale
Disputò 7 partite per la Norvegia. Esordì il 22 novembre 1953, nella sconfitta per 5-1 contro la Germania Ovest.